# Tøffelheltens Fødselsdag
|  | Denne artikel er oprettet af botten Steenthbot ud fra en ekstern database. Den kan derfor have sproglige fejl eller mangler. Denne skabelon kan fjernes efter kontrol af indholdet. |

Tøffelheltens Fødselsdag er en dansk stumfilm fra 1918 instrueret af Lau Lauritzen Sr. og efter manuskript af A.V. Olsen og Frederik Jacobsen.

## Handling
Hjemme hos rentieren og hans kone Ilsebil er det hende, der bestemmer det hele. Selv på sin egen fødselsdag får han ikke et ord indført, og da han bliver inviteret i byen af sine venner, tager konen nøglen til hoveddøren, så han ikke kan slippe ud. Om natten ser tøffelhelten alligevel sit snit til at stikke af hjemmefra, men da han omsider vender hjem, får han sig en slem overraskelse.

## Medvirkende
- Betzy Kofoed
- Frederik Buch
- Lauritz Olsen
- Carl Schenstrøm